# Cheboygan County
Cheboygan County är ett administrativt område i delstaten Michigan, USA. År 2010 hade countyt 26 152 invånare. Den administrativa huvudorten (county seat) är Cheboygan. 

## Geografi
Enligt United States Census Bureau så har countyt en total area på 2 292 km². 1 852 km² av den arean är land och 440 km² är vatten. 

### Angränsande countyn
- Mackinac County - nord
- Presque Isle County - öst
- Montmorency County - sydost
- Otsego County - syd
- Charlevoix County - sydväst
- Emmet County - väst